# 間宮鉄太郎
間宮 鉄太郎（まみや てつたろう 鉄次郎とも、1831年（天保2年）7月15日 - 1915年（大正4年））は、日本の武士、剣術家。

## 略歴
江戸幕府旗本田辺十左衛門の次男として江戸番町に生まれる。17歳のとき旗本間宮兵庫の養子となる。幼時より武術を修行し、剣術は杉浦藤右衛門勝政に就いて忠也派一刀流を修める。幕末期に講武所剣術教授を務め、戊辰戦争出征。明治維新後は静岡に入植し遠州地方の剣術普及に尽くした。

## 年譜
- 1856年（安政3年）4月、講武所剣術世話心得。
- 1857年（安政4年）1月、忠也派一刀流免許皆伝。道場教導館を開く。
- 1861年（文久元年）4月、幕府奥詰（将軍親衛隊）出仕。将軍徳川家茂上洛警護。
- 1864年（元治元年）9月、講武所剣術教授方。
- 1866年（慶応2年）、将軍徳川家茂上覧演武。
- 1868年（慶応4年）、戊辰戦争鳥羽・伏見の戦いで幕府陸軍大砲組を指揮。
- 1868年（明治元年）、徳川家達に従い静岡藩三方原入植。
- 1895年（明治28年）、大日本武徳会第1回精錬証を授かる。